# آنیل چوهان
آنیل چوهان (انگلیسی: Anil Chauhan; ۱۸ مهٔ ۱۹۶۱ – ) ارتشبد نیروی زمینی هند است، که از سپتامبر ۲۰۲۲ به‌عنوان دومین رئیس ستاد دفاع هند فعالیت می‌کند. وی جایگزین ژنرال بیپین راوات شد که در حادثه سقوط بالگرد میل-۱۷ نیروی هوایی هند در سال ۲۰۲۱ کشته شده بود.
چوهان فعالیت نظامی را از سال ۱۹۸۱ در نیروی زمینی هند آغاز کرد، از ۲۰۱۵ تا ۲۰۱۷ فرماندهی لشکر ۱۹ پیاده را برعهده داشت، از ۲۰۱۷ تا ۲۰۱۸ به‌عنوان فرمانده سپاه سوم فعالیت می‌کرد، از ۲۰۱۸ تا ۲۰۱۹ مدیر کل عملیات نظامی بود و در فاصله سال‌های ۲۰۱۹ تا ۲۰۲۱ فرماندهی شرقی هند را برعهده داشت.